# HC Zubří
HC ROBE Zubří je valašský házenkářský tým hrající nejvyšší českou soutěž, který sídlí v Zubří ve Zlínském kraji (okres Vsetín). Mezi lety 1996 a 1997 HC Zubří získalo titul mistra České republiky a svůj poslední extraligový titul HC Zubří získalo v roce 2012. V sezonách 1996/97 a 2008/09 HC Zubří taktéž vyhrálo i Český pohár. Klub také zažil účast v nejprestižnější klubové soutěži v Evropě, Lize mistrů EHF. Během své historie, HC Zubří vychovalo řadu reprezentantů a také hráčů působících v prestižních klubech v zahraničí. Klubové barvy jsou zelená, žlutá, černá a jejich různá kombinace. Své domácí zápasy HC ROBE Zubří odehrává v ROBE Aréně, jenž má kapacitu 1200 diváků.

## Historie
Klub byl založen v roce 1926. Z archivních dokumentů je známo, že zuberští házenkáři hráli v roce 1927 v Krhové proti Orlu a družstvo bylo složeno ze všech místních oddílů. Roku 1928 se házená představila na okresním veřejném cvičení Dělnické tělocvičné jednoty a právě zde zuberská Dělnická tělocvičná jednota sestavili tým, jenž začal pravidelně hrát a trénovat, stejně jako družstva tělovýchovných jednot Sokol a Orel. V roce 1929 začala zuberská Dělnická tělocvičná jednota budovat své hřiště U Fojství, jenž se postupně stál centrálním místem pro házenou v Zubří.
Družstvo Dělnické tělocvičné jednoty Zubří prokázalo svou kvalitu i v roce 1932, když na turnaji v Krhové získalo titul přeborníka XX. okresu DTJ Ostravska. Současně ve stejnou dobu také orelská házená měla velmi kvalitní družstvo a dlouho zuberští orlové soupeřili s Orlem Krhová o nejlepší družstvo. A házenkáři Sokola Zubří měli své nejbližší soupeře v okolí, primárně v Rožnově pod Radhoštěm a Valašském Meziříčí, ale Zubřané startovali i na turnajích ve vzdálenějších místech.

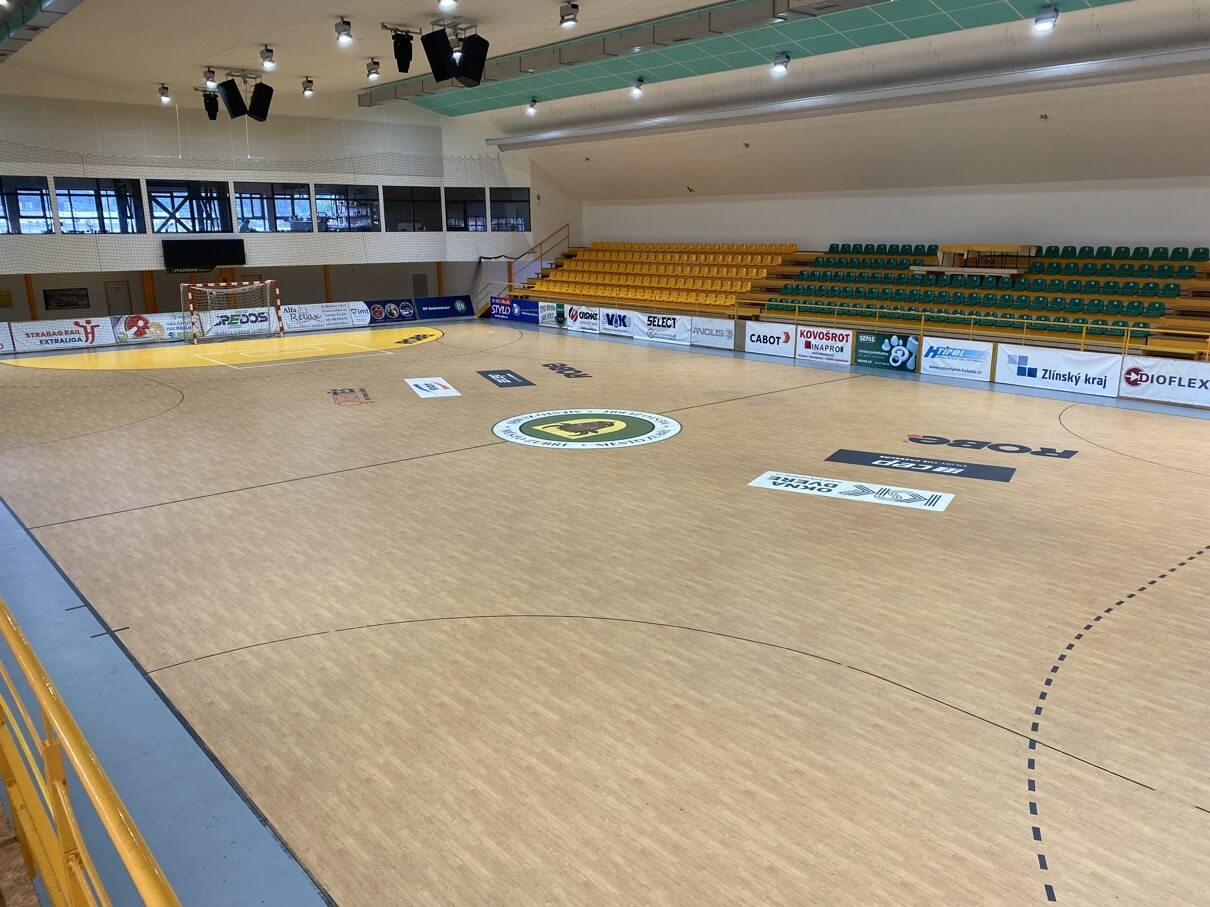
ROBE Aréna

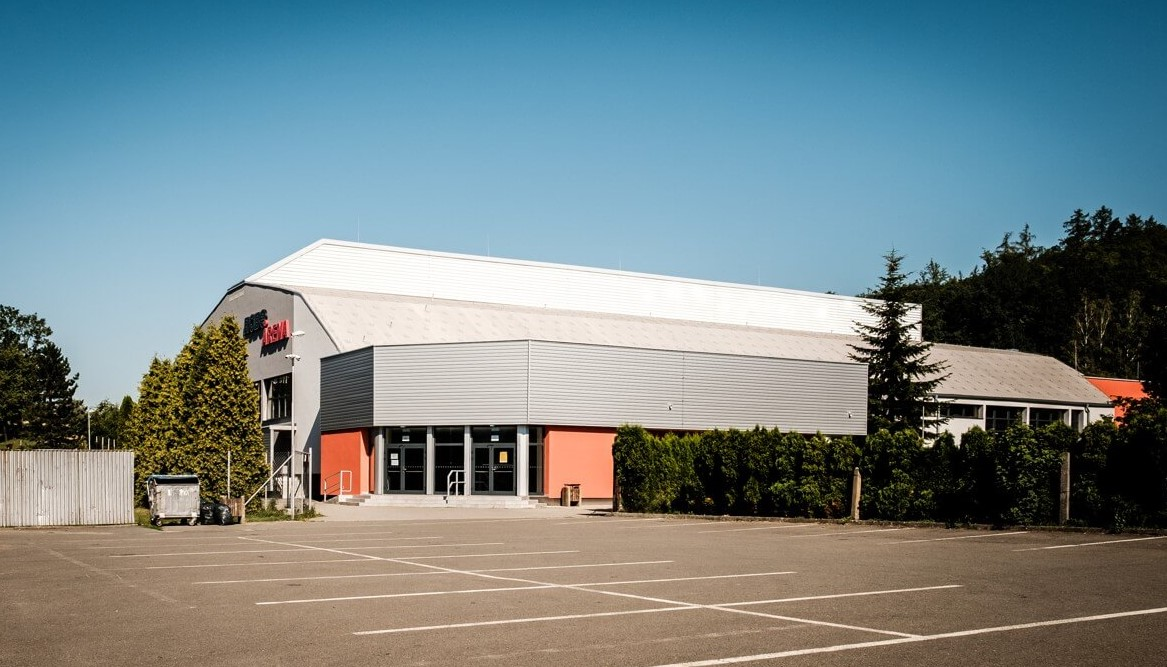
ROBE Aréna

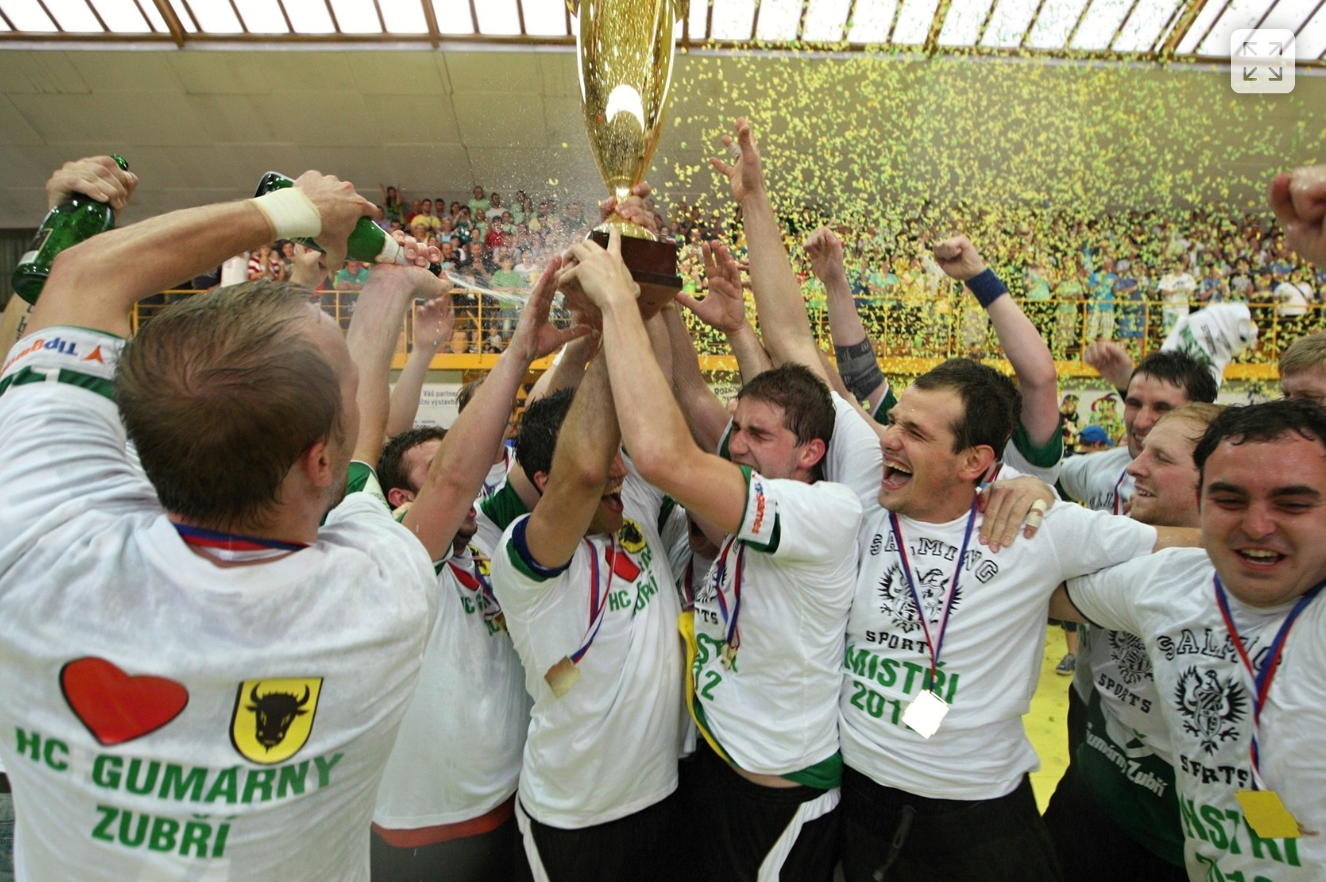
Oslava titulu Mistrů ČR 2011/12

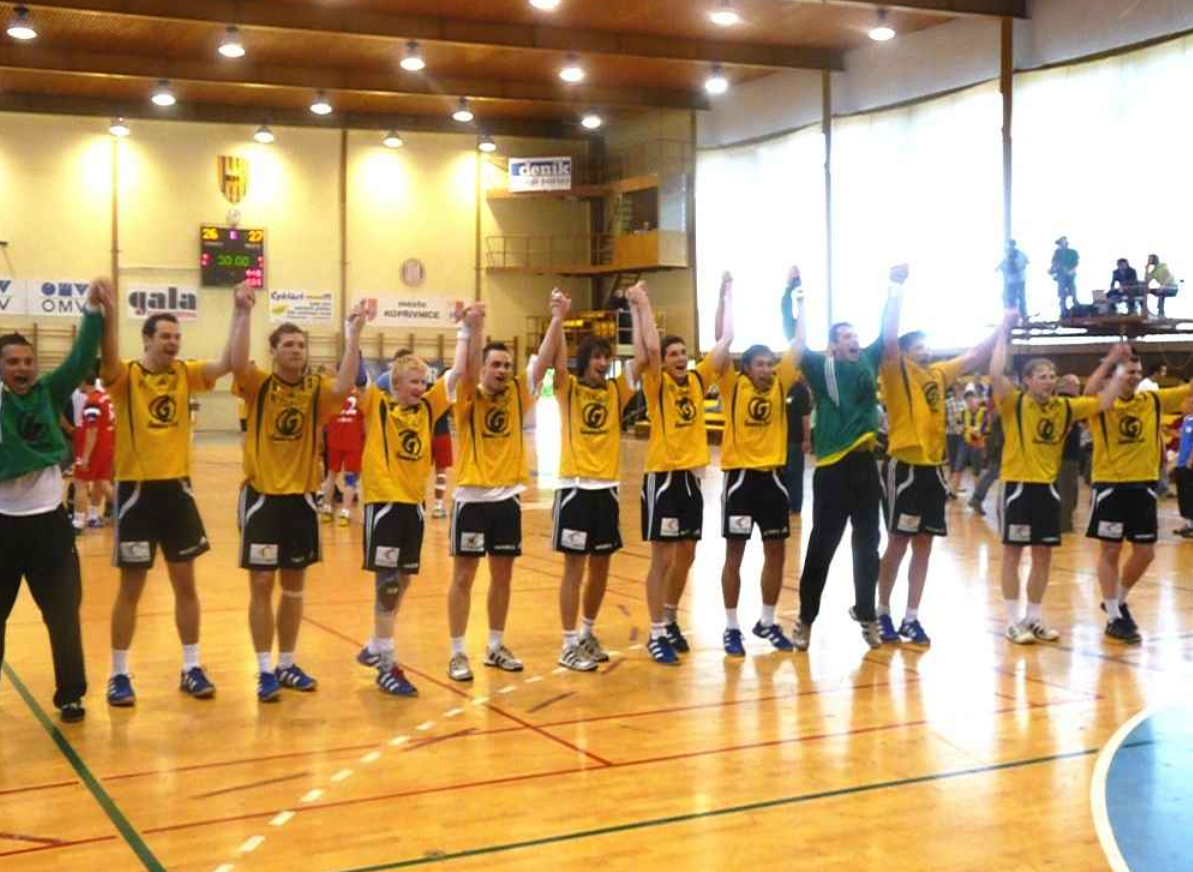
HC Gumárny Zubří při oslavách 1. místa v Českém poháru 2008/09

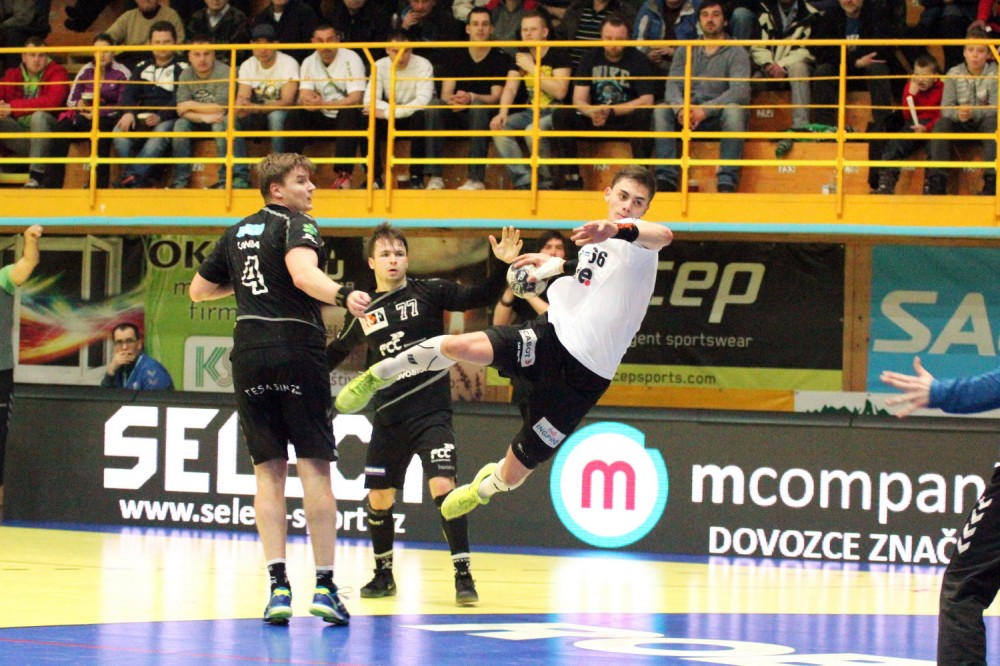
HC Gumárny Zubří – HK FCC Město Lovosice, zápas o 3. místo 2016/17

V roce 1957 sehrálo Zubří svůj první mezinárodní zápas, kde prohrálo proti přednímu družstvu Německé demokratické republiky ASK Vorwärts Berlín těsně 15:17. Mezinárodní styk pokračoval také v roce 1962, kdy na pozvání celku AZS Katovice družstvo odjíždí na mezinárodní turnaj do Györu, kde zubřané obsadili 2. místo. Památný byl také start norského družstva Arild Oslo, který nastoupil na utkání, jenž bylo znehodnoceno silným deštěm. Postupně v Zubří startovala družstva KMTV Kiel ze Spolkové republiky Německo, BoiS Kalmar ze Švédska, AC Stella Paris z Francie, Dynamo Halle z NDR, mužstvo vysokoškoláků TH Wien, celek Crvena zvezda Beograd a Dinamo Tbilisi. Roku 1965 byl taktéž úspěšný výjezd Zubří do Německé spolkové republiky. Družstvo Zubří zde v průběhu 12 dnů sehrálo 10 utkání, z nich 7 vítězných, nacestovalo téměř 4000 km a uzavřelo řadu přátelství se západoněmeckými házenkářskými kolektivy. Následoval zájezd do Švédska, kde Zubří během 10 dnů sehrálo 6 utkání, z toho 5 vítězných. Závěru roku 1966 Zubří také startovalo na mezinárodním turnaji v nizozemském Utrechtu, kde jsme hráli finále a obsadili v konečném hodnocení 2. místo a v dalším turnaji v Haarlemu házenkáři Zubří slavili jasné vítězství. K největšímu zahraničnímu úspěchu patřilo dále vítězství na silně obsazeném mezinárodním turnaji v St. Gallenu ve Švýcarsku, kde ve finále po naprosto vyrovnaném průběhu zvítězil zuberský celek po střelbě 7m hodů nad tehdejším mistrem NSR a vítězem PMEZ Frischau Göppingen. Stejně úspěšně si pak vedli zuberští házenkáři při zájezdech do Rakouska a Francie, kde zvítězili nad mistrem Francie Stella Paris v poměru 23:13. V závěru roku 1968 absolvoval zuberský celek další úspěšné turné po Německé spolkové republice, mimo jiné vyhrál mezinárodní turnaj v Recklinghausenu a na své cestě byla také neočekávaná zastávka v obci Rosdorf. Kde pobýval celek Zubří neočekávaně celé tři dny. Družstvo HC Zubří bydlelo v rodinách hráčů a funkcionářů a přes jazykové problémy našel každý k sobě vzájemný, hluboký a upřímný vztah. Sportovně Zubřané zvítězili v poměru 33:16 a předvedená hra byla předmětem velkého ohlasu a ve svém důsledku začátek spolupráce našich oddílů. Účastníci zájezdu jsou hrdi na skutečnost, že navázané přátelské sportovní vztahy přerostly postupně v oficiální spolupráci vedení obou obcí Rosdorf a Zubří.
Na domácí scéně klub v roce 1958 postoupil do druhé nejvyšší soutěže v Československu a o dva roky později dokonce i do první ligy. Období úspěchů v nejvyšší soutěži I. ligy házené, stejně tak i úspěchů na mezinárodním poli skončilo v roce 1971, kdy družstvo Zubří sestoupilo do druhé ligy. V té době došlo také ke změně hráčského kádru, primárně došlo ke generační obměně. Od roku 1971 hrálo družstvo ve 2. lize a v dalším ročníku 1971/72 a také ročníku 1972/73 skončilo na 3. místě. Toto umístění zajistilo družstvu Zubří postup do nově vytvořené národní ligy ČSR a tuto kvalitní soutěž hrálo do konce soutěžního ročníku 1977/78, kdy zubřané skončili předposlední a sestoupili do krajského přeboru. Tento neúspěch vyburcoval celý kolektiv k zlepšení výkonnosti a po roce se vrátili znovu do národní ligy. V období od roku 1980 do jara 1992 patřil celek Zubří k předním celkům národní ligy ČSR.
V jarní části sezony 1991/92 byl zuberský tým doplněn hráči bývalého SSSR Andrejem Titkovem, Slávou Meškovem, Genediem Petruševským, později také Jurijem Kiriljukem a trenérem se stal zkušený Viktor Burcev. Těmito změnami byla dána jasná linie vedení klubu do dalších let – postup do  l. ligy, jenž se následně naplnil. Do sezony 1994/95 vstoupil klub s názvem HC Gumárny Zubří. Mužstvo bylo také výrazně posíleno (brankář Rosťa Baďura, spojky Jaroslav Jiránek, Milan Mžik, Pavel Čejka). Ke změně došlo i v realizačním týmu. Hlavním trenérem se stal Mgr. Jiří Kekrt, asistentem trenéra Mgr. Jiří Mika a vedoucím mužstva Jaromír Novotný. Toto výrazné posílení se projevilo v zisku 2. místa v nejvyšší české lize a Jaroslav Jiránek se stal se 173 brankami nejlepším střelcem soutěže. Toto umístění zároveň znamenalo účast v evropské pohárové soutěži, poháru EHF.
K další podstatné změně došlo od 1. 1. 1996, kdy se největším obchodním partnerem stala firma CS CABOT s.r.o. se sídlem ve Valašském Meziříčí. A tak se změní název prvoligového celku na CS CABOT Zubří a postupně dochází k dalším personálním změnám a ke zkvalitnění zázemí v klubu. A sportovním cílem zuberského prvoligového družstva se stává pravidelná účast v evropských pohárových soutěžích a předních příčkách domácí nejvyšší ligy. Do sezony 1995/96 však družstvo Zubří vstoupilo oslabeno. K obrovské změně také došlo primárně v zázemí klubu, své domácí utkání a přípravu již nemuselo absolvovat ve sportovní hale SPŠE v Rožnově pod Radhoštěm, ale mohlo je konečně hrát v nové sportovní hale v Zubří.
V ročníku 1995/96 Zubří však potvrdili svou velmi dobrou výkonnost a prvně se tak stali Mistry ČR a o rok později v sezoně 1996/97 titul Mistra ČR obhájili a zároveň i vítězi Českého poháru. Ale po obhájené sezoně řada zuberských hráčů odešla do zahraničí.
Od roku 2000 do roku 2005 hraje družstvo HC Zubří v nově organizované česko-slovenské lize (HIL - Handball International League) a v sezoně 2000/01 HC Zubří získali bronzové medaile za 3. místo mistrovství ČSR. K všeobecné škodě roku 2005 končí soutěž HIL a tak další soutěž 2005/06 probíhají jak na Slovensku, tak i u nás v České republice samostatně. V základní soutěži skončilo Zubří na 2. místě a v bojích play off, HC Zubří postoupili do semifinále, kde Zubří po vynikajícím výkonu přesvědčivě porazilo celek pražské Dukly v poměru 3:1 a postoupili do finále přeboru ČSR a utkali se s celkem Baníku Karviná. Celek Karviné splnil úlohu favorita, využil dokonale zkušeností z bojů v lize mistrů, využil dokonale prostředí domácí haly a nakonec zvítězil i v Zubří. Naši v žádném případě nezklamali a stříbrné medaile za 2. místo v ČSR byl obrovským úspěchem mladého zuberského kolektivu a jejich vášně a nadšení pro hru.
HC Zubří se také stalo mezi lety 2005 až 2010 pětinásobnými vicemistry republiky a další sezónu 2010/11 mužstvo skončilo na 3. místě a v sezóně 2011/12 se hráči HC Zubří od posledního titulu ze sezóny 1996/97 stali po třetí vítězi nejvyšší české soutěže v házené. Od té doby se klub HC Zubří umístil naposledy v sezónách 2016/17 a 2017/18, když v obou sezónách porazil hráče týmu HK FCC Město Lovosice a skončili tak dvě sezóny po sobě na 3. místě. Poslední extraligovou medaili získal tým HC Zubří v sezóně 2021/22, kdy se umístil na 3. místě. V sezóně 2023/24 se tým probojoval přes Tatran Litovel, SK Liberec Handball, KH Vsetín a Lovci Lovosice do finále Českého poháru, kde prohrál s HCB Karviná a umístil se tak na druhém místě.
V letech 1996 až 1998 klub HC Zubří hrál také Ligu Mistrů EHF a také Pohár EHF v letech 1995, 2006, 2010-2012, 2020 až 2021/22. V roce 2021, při příležitosti 95. výročí vzniku klubu, byly představeny nové dresy, nové logo a značka klubu. A v roce 2021 zažil klub svůj dosavadní největší úspěch v evropských pohárech, když se tým probojoval až do čtvrtfinále Evropského poháru EHF, největší úspěch mimo účast v základní části Ligy mistrů EHF.

## Úspěchy
Česká extraliga:
- 3×  – 1995/96, 1996/97, 2011/12
- 6×  – 1994/95, 2005/06, 2006/07, 2007/08, 2008/09, 2009/10
- 6×  – 1997/98, 2000/01, 2010/11, 2016/17, 2017/18, 2021/22

Český pohár:
- 2×  – 1996/1997, 2008/2009

Liga Mistrů EHF:
- Účast v základní části Ligy mistrů EHF – 1997/1998

EHF Cup:
- Účast v osmifinále EHF Cup  – 1995/1996

Evropský pohár EHF:
- Účast ve čtvrtfinále Evropského poháru EHF – 2020/2021

Challenge Cup:
- Účast v osmifinále Challenge Cup  – 2011/2012

EHF Cup Winners' Cup:
- Účast ve druhém kole EHF Cup Winners' Cup  – 2008/2009

## Evropské poháry

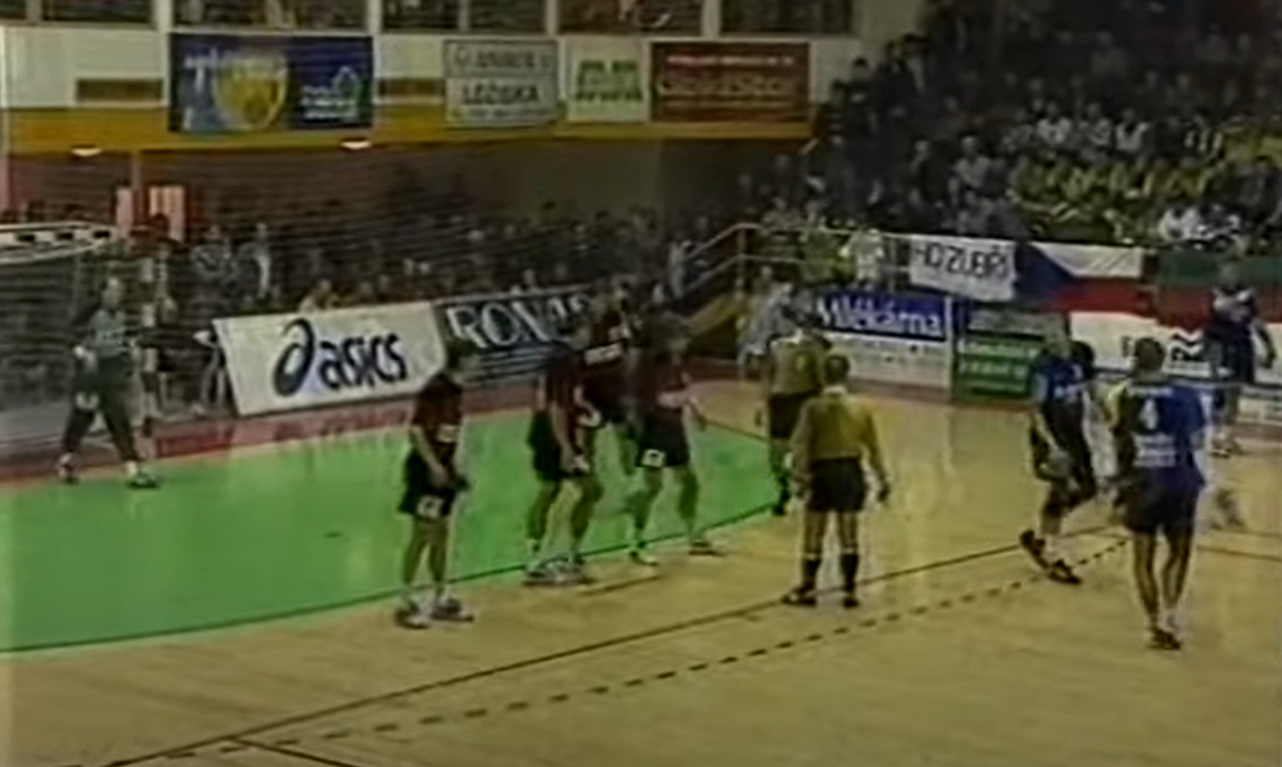
HC Gumárny Zubří - TBV Lemgo, Liga mistrů EHF 1997/98

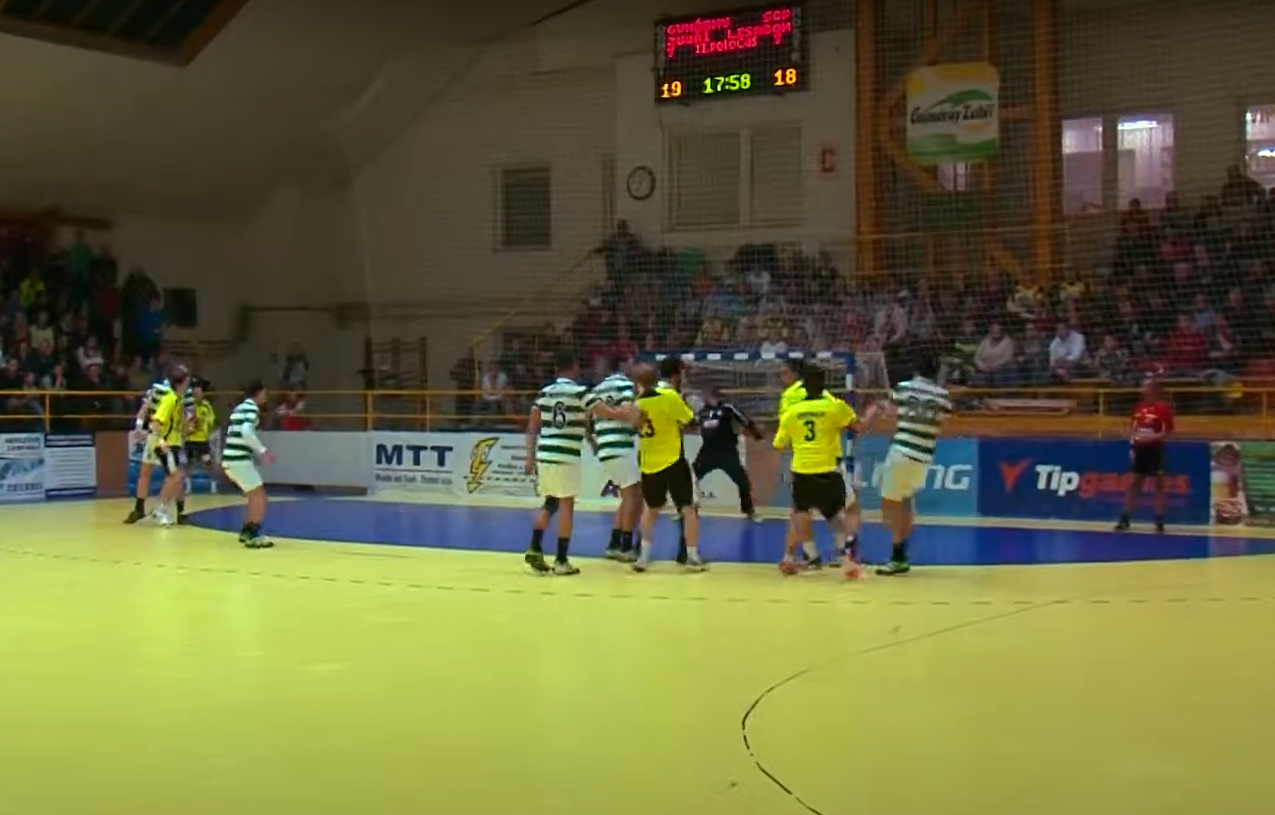
HC Gumárny Zubří - Sporting CP Lisabon, EHF Cup 2011/12

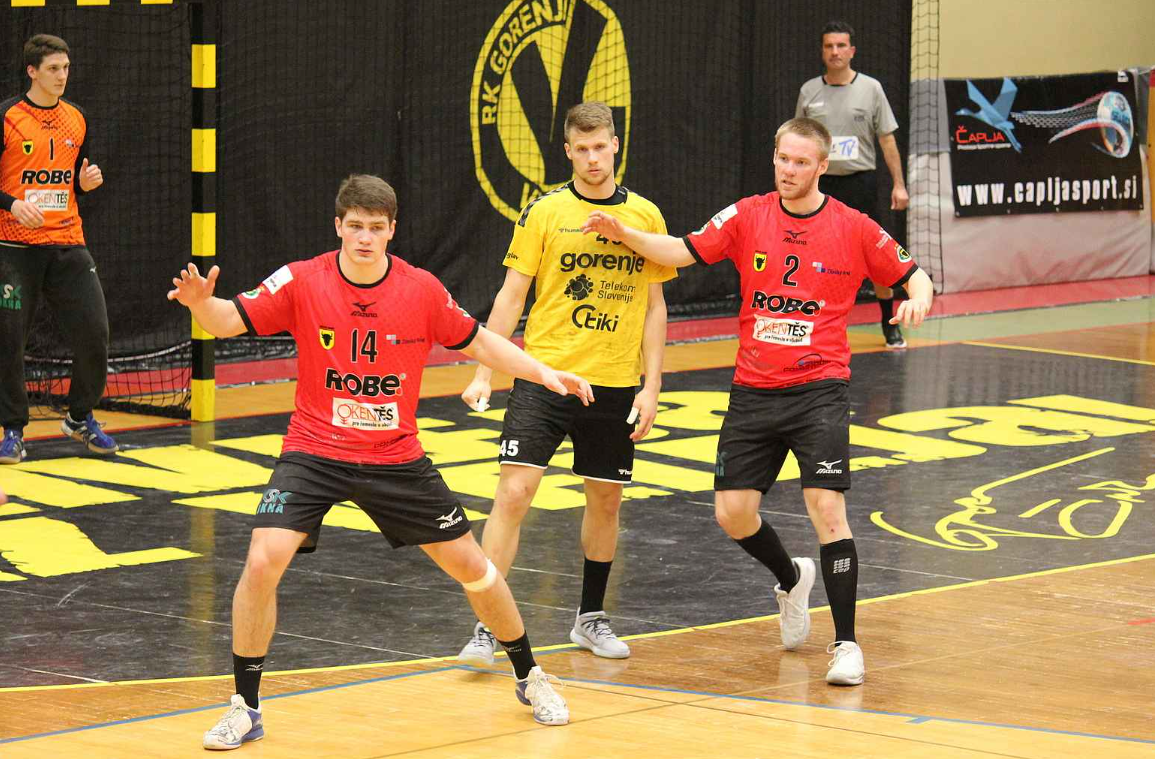
Gorenje Velenje - HC ROBE Zubří, EHF Cup 2020/21

| Sezóna a soutěž              | Kolo      | Klub                         | Doma  | Venku | Výsledek |
| ---------------------------- | --------- | ---------------------------- | ----- | ----- | -------- |
| 1995/96 EHF Cup              | 1/16      | Vikingur Reykjavik           | 27-22 | 23-16 | 50-38    |
| 1995/96 EHF Cup              | 1/8       | Schachtroj Donestk           | 22-18 | 13-33 | 35-51    |
| 1996/97 EHF Champions League | 1/16      | RK Crvena zvezda Belehrad    | 23-24 | 26-28 | 49-52    |
| 1997/98 EHF Champions League | R3        | CS Dinamo Bukuresti          | 35-22 | 26-26 | 61-48    |
| 1997/98 EHF Champions League | Skupina D | Fotex KC Veszprém            | 24-30 | 22-31 | 4rd      |
| 1997/98 EHF Champions League | Skupina D | TBV Lemgo                    | 22-27 | 22-31 | 4rd      |
| 1997/98 EHF Champions League | Skupina D | Jafa Promet Resen            | 32-30 | 26-33 | 4rd      |
| 2006/07 EHF Cup              | R1        | Cyprus College               | 23-22 | 38-20 | 61-42    |
| 2006/07 EHF Cup              | R2        | Energia Panduri L.Targu-Jiu  | 30-26 | 27-28 | 57-54    |
| 2006/07 EHF Cup              | R3        | HC Lukoil - Dinamo Astrakhan | 29-36 | 22-37 | 51-73    |
| 2007/08 EHF Cup Winners' Cup | R1        | SKA Minsk                    | 33-31 | 30-38 | 63-69    |
| 2008/09 EHF Cup Winners' Cup | R1        | SPE Strovolos                | 32-25 | 22-24 | 54-49    |
| 2008/09 EHF Cup Winners' Cup | R2        | ABC de Braga                 | 25-26 | 25-28 | 50-54    |
| 2010/11 EHF Cup              | R2        | Drammen HK                   | 34-29 | 36-44 | 70-73    |
| 2011/12 Challenge Cup        | R3        | MRK Gorazde                  | 40-26 | 26-31 | 66-57    |
| 2011/12 Challenge Cup        | 1/8       | Sporting Lisabon             | 26-23 | 25-22 | 48-48    |
| 2020/21 EHF European Cup     | 1/32      | TSV St. Otmar St. Gallen     | wo    | wo    | wo       |
| 2020/21 EHF European Cup     | 1/16      | FH Hafnarfjordur             | wo    | wo    | wo       |
| 2020/21 EHF European Cup     | 1/8       | MŠK Považská Bystrica        | 29-22 | 23-28 | 52-50    |
| 2020/21 EHF European Cup     | 1/4       | RK Gorenje Velenje           | 26-31 | 24-28 | 50-59    |
| 2021/22 EHF European Cup     | 1/64      | APOEL HC                     | 40-11 | 29-27 | 69-38    |
| 2021/22 EHF European Cup     | 1/32      | HC Osam Lovech               | 43-20 | 43-22 | 86-42    |
| 2021/22 EHF European Cup     | 1/16      | SSK Talent M.A.T. Plzeň      | 32-28 | 27-35 | 59-63    |
| 2022/23 EHF European Cup     | 1/64      | Izmir BSB SK                 | 40-29 | 46-27 | 86-56    |
| 2022/23 EHF European Cup     | 1/32      | ØIF Arendal                  | 26-36 | 20-34 | 46-70    |
| 2023/24 EHF European Cup     | 1/64      | SKKP Handball Brno           | 32-28 | 22-28 | 54-56    |
| 2024/25 EHF European Cup     | 1/32      | MŠK Považská Bystrica        | 29:27 | 20:25 | 49:52    |

## Historie v datech
- 1926 – založení klubu
- 1929 – začátek stavby hřiště na Fojtství
- 1933 – přechodné ukončení činnosti
- 1941 – ustanovení Valašského okrsku házené
- 1942 – vznik SK Zubří
- 1943 – počátek účasti v hanáckém přeboru
- 1952 – dorostenci přeborníky ČSR
- 1957 – první mezinárodní utkání Jiskra Zubří- ASK Berlín 15:17
- 1958 – začátek mezinárodní házené v Zubří, dorost mistrem ČSR
- 1958 – postup do II. ligy
- 1960 – postup do I. ligy
- 1961 – 5. místo
- 1962 – 5. místo
- 1963 – 11. místo- sestup do II. ligy
- 1964 – 1. místo- 2. liga- návrat do I. ligy
- 1965 – 5. místo
- 1966 – 5. místo
- 1967 – 8. místo
- 1968 – 4. místo
- 1969 – 8. místo
- 1970 – 9. místo
- 1971 – 11. místo- sestup do II. ligy
- 1972 – 3. místo- II. liga
- 1973 – 3. místo- II. liga
- 1974 – 5. místo- národní liga
- 1975 – 5. místo- národní liga
- 1976 – 5. místo- národní liga
- 1977 – 6. místo- národní liga
- 1978 – 11. místo- sestup do krajského přeboru
- 1979 – účast v krajském přeboru
- 1980 – vítězství v krajském přeboru – návrat do národní ligy
- 1981 – 3. místo- národní liga
- 1982 – 2. místo- národní liga
- 1983 – 2. místo- národní liga
- 1984 – 4. místo- národní liga
- 1985 – 7. místo- národní liga
- 1986 – 7. místo- národní liga
- 1987 – 8. místo- národní liga
- 1988 – 5. místo- národní liga
- 1989 – 4. místo- národní liga
- 1990 – 7. místo- národní liga
- 1991 – 10. místo- národní liga
- 1992 – 2. místo- národní liga
- 1993 – 1. místo- národní liga- postup do 1. ligy
- 1994 – 5. místo
- 1995 – 2. místo, otevření sportovní haly, pohár EHF- osmifinále
- 1996 – 1. místo- mistr České republiky, účast v PMEZ
- 1997 – 1. místo- mistr České republiky, 1. místo v Českém poháru, účast v Lize mistrů
- 1998 – 3. místo
- 1999 – 4. místo
- 2000 – 4. místo
- 2001 – 3. místo
- 2002 – 4. místo
- 2003 – 5. místo
- 2004 – 6. místo
- 2005 – 4. místo
- 2006 – 2. místo
- 2007 – 2. místo v základní části – postup do finálových bojů
- 2008 – 2. místo
- 2009 – 2. místo v extralize, 1. místo v Českém poháru
- 2010 – 2. místo v extralize, Final four v Českém poháru
- 2011 – 3. místo
- 2012 – 1. místo- mistr České republiky
- 2013 – 5. místo
- 2014 – 9. místo
- 2015 – 5. místo
- 2016 – 5. místo
- 2017 – 3. místo
- 2018 – 3. místo
- 2019 – 9. místo
- 2020 – 3. místo po základní části (Extraliga předčasně ukončena kvůli pandemii covidu-19)
- 2021 – 5. místo, Evropský pohár EHF- čtvrtfinále
- 2022 – 3. místo
- 2023 – 4. místo
- 2024 – 8. místo, 2. místo v Českém poháru
- 2025 – 8. místo [6][7]